# Italie-Roumanie en rugby à XV
Cet article retrace les confrontations entre l'équipe d'Italie de rugby à XV et l'équipe de Roumanie de rugby à XV. Les deux équipes se sont affrontées à 44 reprises dont deux fois en Coupe du monde. Les Italiens ont remporté 25 victoires contre 16 pour les Roumains et 3 matchs nuls

## Historique

### Une rivalité exacerbée
Les rencontres entre les équipes d'Italie et de Roumanie sont un rendez-vous fréquent entre deux nations de l'Europe du Sud longtemps absentes des grands rendez-vous internationaux.
La rivalité entre ces deux nations a son importance dans l'histoire du rugby européen, dans la mesure où la Roumanie fut longtemps l'équipe la plus proche d'intégrer le Tournoi des Cinq Nations. Jusqu'à la fin des années 80 l'équipe battait en effet régulièrement des nations comme la France, l'Ecosse ou le Pays de Galles, et faisait donc figure de « 6e grande puissance européenne ».
Sur cette période, si l'on exclut les premières rencontres très serrées de l'entre-deux-guerres et des années 50, la Roumanie a globalement dominé les débats contre son rival italien, lui infligeant notamment un cinglant 69-0 puis un 44-0 à Bucarest à la fin des années 70.

### La Roumanie en déclin
Mais à partir du début des années 90, avec l'instabilité politique liée à la chute du régime de Ceaucescu, le rugby roumain est en déclin. Ainsi les deux dernière victoires de la Roumanie font presque figure d'exploits, face à une Italie qui — grâce à ses victoires contre des nations comme la France ou l'Irlande à la fin de la décennie — intègre finalement le Tournoi des Six Nations en 2000, grillant la politesse à ses vieux adversaires roumains.
Depuis l'intégration des Italiens dans le tournoi, leurs oppositions sont devenues plus rares, la dernière étant le match de poule — gagné par l'Italie — lors de la Coupe du monde 2015, match funeste dans la mesure où il sera la première pierre d'une non-qualification historique de la Roumanie pour la coupe du monde,.

## Les confrontations
| No | Date              | Lieu                                                        | Match             | Score   | Compétition                           |
| -- | ----------------- | ----------------------------------------------------------- | ----------------- | ------- | ------------------------------------- |
| 1  | 26 décembre 1934  | Royaume d'Italie                                            | Italie – Roumanie | 7 – 0   | Test match                            |
| 2  | 17 mai 1936       | Royaume d'Italie                                            | Italie – Roumanie | 8 – 7   | Test match                            |
| 3  | 25 avril 1937     | Roumanie                                                    | Roumanie – Italie | 0 – 0   | Test match                            |
| 4  | 29 avril 1939     | Royaume d'Italie                                            | Italie – Roumanie | 3 – 0   | Test match                            |
| 5  | 14 avril 1940     | Roumanie                                                    | Roumanie – Italie | 3 – 0   | Test match                            |
| 6  | 2 mai 1942        | Royaume d'Italie                                            | Italie – Roumanie | 22 – 3  | Test match                            |
| 7  | 24 mai 1953       | Roumanie                                                    | Roumanie – Italie | 14 – 16 | Test match                            |
| 8  | 7 décembre 1958   | Italie                                                      | Italie – Roumanie | 6 – 3   | Test match                            |
| 9  | 10 juin 1962      | Roumanie                                                    | Roumanie – Italie | 14 – 6  | Test match                            |
| 10 | 6 novembre 1966   | Italie                                                      | Italie – Roumanie | 3 – 0   | Test match                            |
| 11 | 14 mai 1967       | Roumanie                                                    | Roumanie – Italie | 24 – 3  | Test match                            |
| 12 | 24 octobre 1970   | Italie                                                      | Italie – Roumanie | 3 – 14  | Test match                            |
| 13 | 11 avril 1971     | Roumanie                                                    | Roumanie – Italie | 32 – 6  | Test match                            |
| 14 | 27 avril 1975     | Roumanie                                                    | Roumanie – Italie | 3 – 3   | Test match                            |
| 15 | 24 avril 1976     | Italie                                                      | Italie – Roumanie | 13 – 12 | Test match                            |
| 16 | 1er mai 1977      | Roumanie                                                    | Roumanie – Italie | 69 – 0  | Test match                            |
| 17 | 26 novembre 1977  | Italie                                                      | Italie – Roumanie | 10 – 10 | Test match                            |
| 18 | 22 avril 1979     | Roumanie                                                    | Roumanie – Italie | 44 – 0  | Test match                            |
| 19 | 13 avril 1980     | Italie                                                      | Italie – Roumanie | 24 – 17 | Test match                            |
| 20 | 12 avril 1981     | Roumanie                                                    | Roumanie – Italie | 35 – 9  | Test match                            |
| 21 | 11 avril 1982     | Italie                                                      | Italie – Roumanie | 21 – 15 | Test match                            |
| 22 | 10 avril 1983     | Roumanie                                                    | Roumanie – Italie | 13 – 6  | Test match                            |
| 23 | 22 avril 1984     | Italie                                                      | Italie – Roumanie | 12 – 6  | Test match                            |
| 24 | 14 avril 1985     | Roumanie                                                    | Roumanie – Italie | 7 – 6   | Test match                            |
| 25 | 7 décembre 1985   | Italie                                                      | Italie – Roumanie | 19 – 3  | Test match                            |
| 26 | 12 avril 1987     | Roumanie                                                    | Roumanie – Italie | 9 – 3   | Test match                            |
| 27 | 2 avril 1988      | Italie                                                      | Italie – Roumanie | 3 – 12  | Test match                            |
| 28 | 15 avril 1989     | Roumanie                                                    | Roumanie – Italie | 28 – 4  | Test match                            |
| 29 | 14 avril 1990     | Italie                                                      | Italie – Roumanie | 9 – 16  | Test match                            |
| 30 | 7 octobre 1990    | Italie                                                      | Italie – Roumanie | 29 – 21 | Test match                            |
| 31 | 21 avril 1991     | Roumanie                                                    | Roumanie – Italie | 18 – 21 | Test match                            |
| 32 | 18 avril 1992     | Italie                                                      | Italie – Roumanie | 39 – 13 | Test match                            |
| 33 | 1er octobre 1992  | Italie                                                      | Italie – Roumanie | 22 – 3  | Test match                            |
| 34 | 14 mai 1994       | Roumanie                                                    | Roumanie – Italie | 26 – 12 | Test match                            |
| 35 | 1er octobre 1994  | Italie                                                      | Italie – Roumanie | 24 – 6  | Test match                            |
| 36 | 21 octobre 1995   | Ferrocaril Oeste, Buenos Aires, Argentine                   | Italie – Roumanie | 40 – 3  | Coupe latine                          |
| 37 | 26 octobre 1997   | Stade Maurice-Trélut, Tarbes, France                        | Italie – Roumanie | 55 – 32 | Coupe latine                          |
| 38 | 17 novembre 2000  | Bénévent, Italie                                            | Italie – Roumanie | 37 – 17 | Test match                            |
| 39 | 28 septembre 2002 | Stade Sergio-Lanfranchi, Parme, Italie                      | Italie – Roumanie | 25 – 17 | Qualifications pour la Coupe du monde |
| 40 | 26 juin 2004      | Stade Dinamo, Bucarest, Roumanie                            | Roumanie – Italie | 25 – 24 | Test match                            |
| 41 | 12 septembre 2007 | Stade Vélodrome, Marseille, France                          | Italie – Roumanie | 24 – 18 | Coupe du monde (poule C)              |
| 42 | 11 octobre 2015   | Sandy Park, Exeter, Angleterre                              | Italie – Roumanie | 32 – 22 | Coupe du monde (poule D)              |
| 43 | 30 juin 2022      | Stade Dinamo, Bucarest, Roumanie                            | Roumanie – Italie | 13 – 45 | Test match                            |
| 44 | 20 août 2023      | Stade Riviera delle Palme, San Benedetto del Tronto, Italie | Italie – Roumanie | 57 – 7  | Test match                            |